# Sulkovecká vrchovina
Sulkovecká vrchovina je geomorfologický okrsek tvořící součást Nedvědické vrchoviny, v jejíž severovýchodní části se nachází. Povrch vrchoviny je převážně tvořen táhlými hřbety mezi hlubokými údolími levých přítoků Svratky. Je složena především z rul, svorů a migmatitů (zejména věstínským komplexem a svrateckým krystalionikem). Značně členitý povrch vrchoviny pochází z jeho rozřezání hlubokými údolími Svratky  jejích přítoků. Nejhlubší údolní zářez na Českomoravské vrchovině se nachází na Svratce u Víru. Byla v něm postavena Vírská údolní nádrž. Na hřbetech vrchoviny se vyskytují kryogenní tvary. Jejím nejvyšším bodem je Horní les (772 m). Význačným bodem je Ostražka (679,6 m). Oblast je zalesněna rozptýleně. Lesy jsou převážně tvořeny smrkovými monokulturami, místy s příměsí buku a jedle. Od jihu přirozené rozšíření dubu zasahuje až nad Vírskou přehradu. Zbytkové bory zůstávají na skalních ostrožích. Polokulturní louky a pastviny, na nichž je přítomna rozptýlená dřevinná vegetace bříz, jeřábů ptačích, lísek aj.) zpravidla převládají na zemědělské půdě nad poli.